# Siemens Energy
Die Siemens Energy AG ist ein börsennotierter Elektro- und Energietechnikhersteller mit Verwaltungssitz in München und Konzernzentrale in Berlin. Das Portfolio umfasst die Energieerzeugung, die Energieübertragung und Industrielösungen sowohl im Bereich der konventionellen als auch der erneuerbaren Energien. Die Aktivitäten im Bereich der erneuerbaren Energie werden vom Tochterunternehmen Siemens Gamesa geführt.
Siemens Energy entstand durch Abspaltung von Siemens. Die Aktien des neuen Unternehmens werden seit September 2020 an der Börse gehandelt. Aktuell hält Siemens noch rund 15 % der Anteile. (Stand Februar 2025)

## Geschichte
Die Energiesparte war seit der Gründung des Unternehmens durch Werner von Siemens und Johann Georg Halske ein wesentlicher Bestandteil des Siemens-Konzerns. Wichtige organisatorische Meilensteine waren 1903 die Gründung der Siemens-Schuckertwerke, 1969 der Geschäftsbereich Energietechnik (vgl. KWU) in der neugegründeten Siemens AG  und 2008 die Bündelung der Aktivitäten im Energy Sector (vgl. Einführung von Sektoren und des CEO-Prinzips (2008)).
Im November 2023 gewährte der Bund Siemens Energy eine Bürgschaft von 7,5 Milliarden Euro.

### Gründung
Siemens Energy ist im April 2020 durch eine erneute Umstrukturierung des Siemens-Konzerns entstanden. Die Siemens AG hat dafür ihre Energiesparte in das neue eigenständige Unternehmen überführt. Bis zum 31. März waren diese Aktivitäten als sogenannte Operating Company Gas and Power und in der eigenständigen sogenannten Strategic Company Siemens Gamesa Renewable Energy organisiert. Beide Bereiche wurden in das neue Unternehmen überführt.
Etwa ein halbes Jahr vor der geplanten Ausgründung der Energiesparte wurde bekannt, dass Christian Bruch von Linde Vorstandsvorsitzender des neuen Unternehmens werden soll. Der damalige Siemens Vorstandsvorsitzende Joe Kaeser wurde Aufsichtsratsvorsitzender von Siemens Energy.
Auf einer Siemens außerordentlichen Hauptversammlung am 9. Juli 2020 stimmten ihre Aktionäre der Abspaltung von Siemens Energy mehrheitlich zu.
Im September 2020 gab der Vorstandsvorsitzende Christian Bruch bekannt, dass die Konzernzentrale mit der Konzernleitung in Berlin angesiedelt werde. Der Verwaltungssitz verbleibt in München.
Im März 2021 wurde die Aktie von Siemens Energy in den DAX aufgenommen, nachdem sie seit dem 21. Dezember 2020 zunächst im MDAX gelistet war. Bereits kurz nach der Ausgliederung war geplant, 7000 von etwa 90.000 Stellen weltweit abzubauen. Im März 2022 stieg die Aktie von Siemens Energy wieder in den MDAX ab und kehrte am 19. September 2022 in den DAX zurück.

### Konflikt um Nordstream 1
Nachdem Ende August 2022 die Gaslieferung über die Ostsee-Pipeline Nord Stream 1 von Russland nach Deutschland zunächst wegen angeblich verhinderter Wartungsarbeiten an einer Turbine und dann wegen eines Ölaustritts unterbunden worden war, warf die Europäische Kommission dem Betreiber Gazprom vor, den Gasfluss mittels falscher Vorwände aufzuhalten.
Siemens Energy, als Hersteller und für den Ablauf der Wartung der Turbinen verantwortliche Firma, beschrieb dazu den Vorgang wie folgt: Zu der Anlage in Portowaja „gehören sechs große Turbinen, von denen für 100 Prozent Gasfluss fünf laufen müssen. Und es gibt Ersatzturbinen, die eingebaut werden können, wenn jeweils eine Turbine von uns routinemäßig in Kanada gewartet wird.“ Die gewartete Turbine läge noch in Mülheim an der Ruhr fest, da es keinen Auftrag von Gazprom zur Auslieferung gibt. Dennoch hätte der Gasfluss mit den dort vorhandenen fünf Turbinen laufen können. Hier wurde dann ein Problem an einer in der Anlage befindlichen Turbine vorgeschoben: Doch „Verwendungsspuren wie das angebliche Ölleck werden normalerweise im Zuge der Wartung vor Ort behoben. Aber: Wir haben von Gazprom dafür bisher [1. Oktober 2022] keinen Auftrag erhalten.“
Siehe auch: Geschichte von Siemens

## Produkte

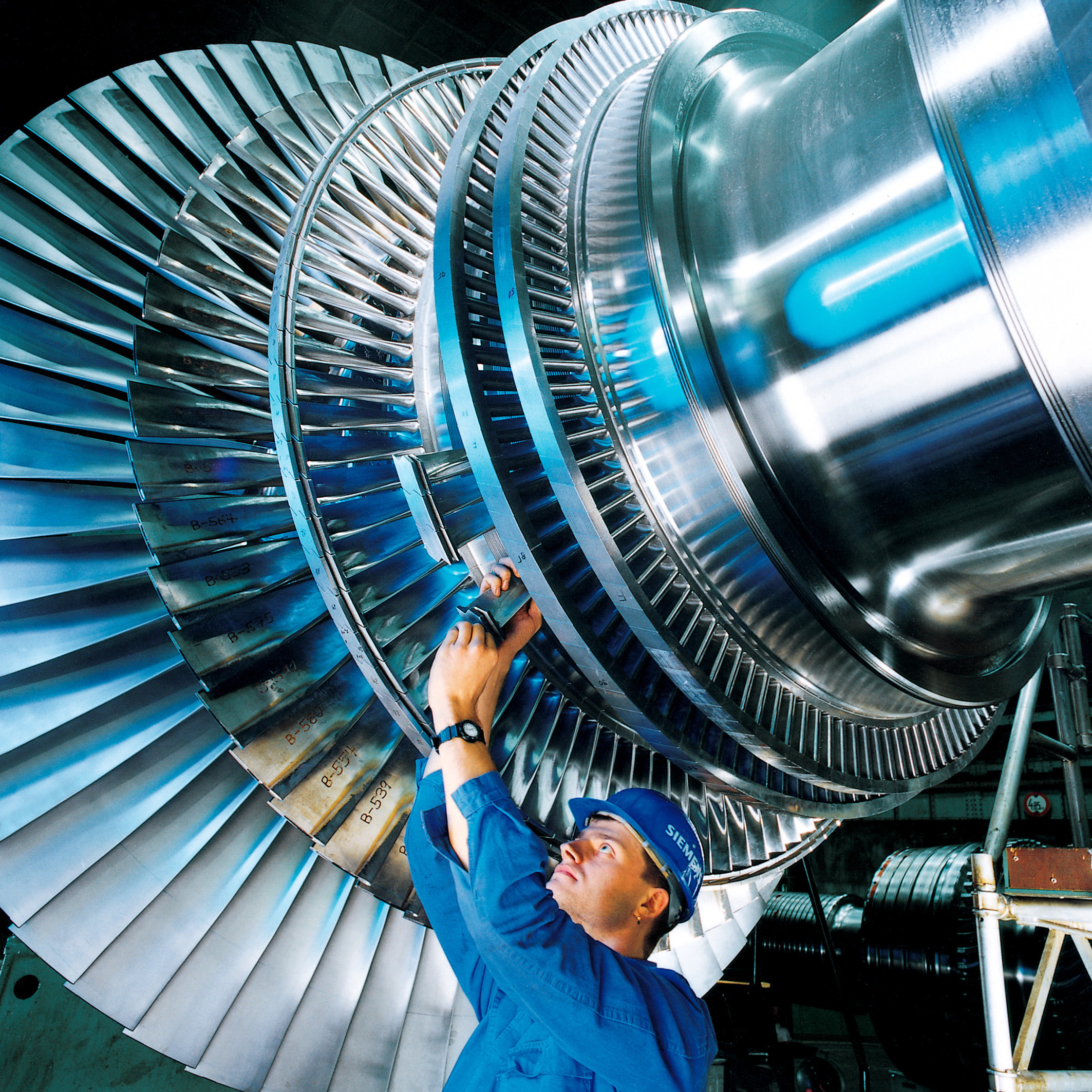
Dampfturbine (ohne Turbinengehäuse)
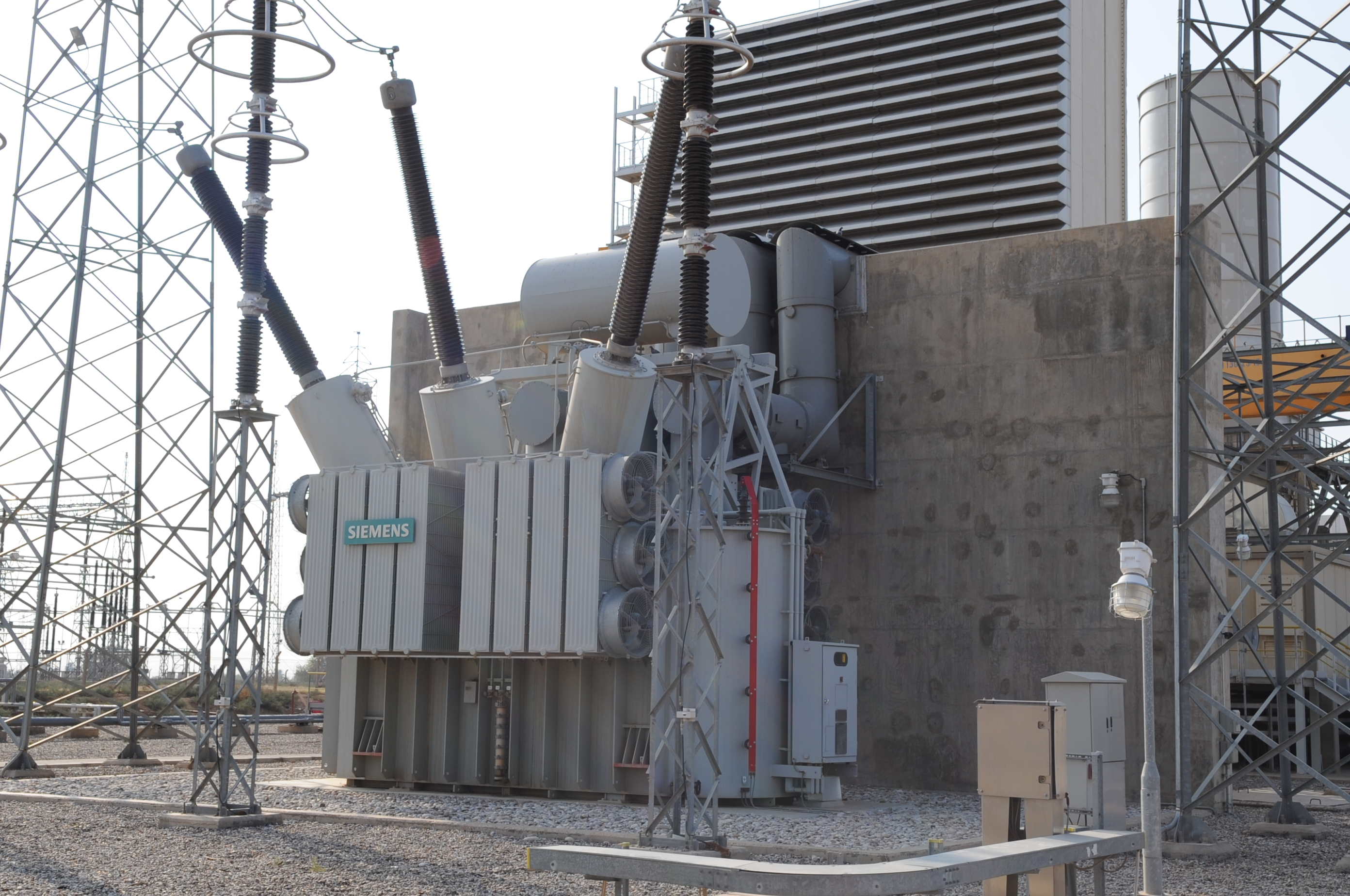
Kraftwerk Taza in Kirkuk, Irak
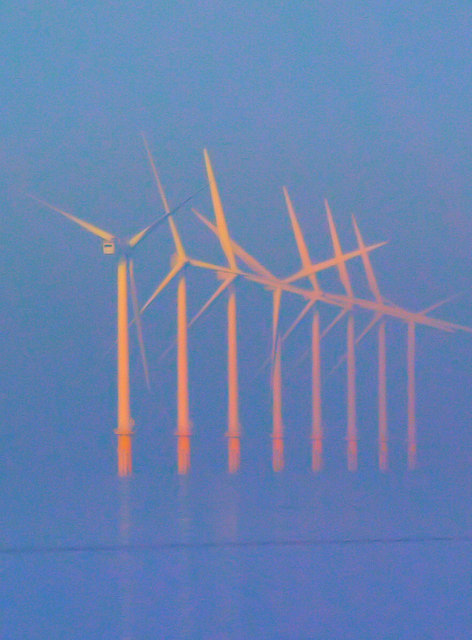
Windpark Burbo Bank

Zur Produktpalette des Konzerns zählen im Wesentlichen:
- Energieübertragung und -verteilung (beispielsweise Leistungstransformatoren, Schaltanlagen, Hochspannungs-Gleichstrom-Übertragung)
- Generatoren
- Kraftwerkstechnik
- Niederspannungsschalttechnik: Schaltgeräte für Verbraucherabzweige, Komponenten zur Energieverteilung, Befehls- und Meldegeräte, komplette Schranksysteme (Leistungsschalter etc.)
- Turbinen: Windkraftanlagen, Dampf- und Gasturbinen
- Verdichter (Kompressoren)

## Unternehmensstruktur
Nach der Abspaltung und dem Börsengang der Siemens Energy AG hat das Unternehmen diese Organisationsstruktur veröffentlicht:
| Aufsichtsrat          | Aufsichtsrat           | Aufsichtsrat  | Aufsichtsrat  | Aufsichtsrat                    | Aufsichtsrat                    |
| --------------------- | ---------------------- | ------------- | ------------- | ------------------------------- | ------------------------------- |
| Vorstand              |                        |               |               |                                 |                                 |
| Gas and Power         | Gas and Power          | Gas and Power | Gas and Power | Siemens Gamesa Renewable Energy | Siemens Gamesa Renewable Energy |
| Generation            | Industrial Application | Transmission  | New Energy    | Onshore                         | Offshore                        |
| Stand 1. Oktober 2020 |                        |               |               |                                 |                                 |

## Konzern-Kennzahlen
| in Euro              | 2017   | 2018   | 2019   | 2020   | 2021   | 2022   | 2023   | 2024   |
| -------------------- | ------ | ------ | ------ | ------ | ------ | ------ | ------ | ------ |
| Umsatz Mio.          | 30.086 | 28.023 | 28.797 | 27.457 | 28.482 | 29.005 | 31.119 | 34.465 |
| Ergebnis v. St. Mio. | 1.244  | 236    | 206    | −2.147 | −518   | −603   | −3.387 | 1.822  |
| Bilanzsumme Mio.     | 47.290 | 45.763 | 45.041 | 43.032 | 44.141 | 51.084 | 47.907 | 50.874 |
| Dividende je Aktie   |        |        |        | 0,00   | 0,10   | 0,00   | 0,00   | 0,00   |
| Mitarbeiter          |        |        |        | 93.000 | 92.000 | 91.000 | 94.000 | 98.000 |